# Comunitat de comunes de la Vallée de l’Oise et des Trois Forêts
La Comunitat de comunes de la Vallée de l'Oise et des Trois Forêts (oficialment: Communauté de communes de la Vallée de l'Oise et des Trois Forêts) és una Comunitat de comunes del departament de la Val-d'Oise, a la regió de l'Illa de França.
Creada al 2003, està formada per 9 municipis i la seu es troba a Presles.

## Municipis
1. Béthemont-la-Forêt
2. Chauvry
3. L'Isle-Adam
4. Mériel
5. Méry-sur-Oise
6. Nerville-la-Forêt
7. Parmain
8. Presles
9. Villiers-Adam